# Гамма (телеканал)
Телеканал «Гамма» — первый на Украине цифровой эфирный канал. Телеканал позиционировал себя как главный рупор Коммунистической партии Украины на украинском телевизионном пространстве.

## Владельцы
Генеральный директор — сын лидера украинских коммунистов Андрей Симоненко (1974 г. р., женат на дочери Екатерины Ващук). Владельцами канала является семья лидера украинских коммунистов Петра Симоненко, его сын Андрей указан генеральным директором.

## История
Телеканал получил лицензию на вещание серии НР № 0152-м, которая была выдана Национальным советом Украины по вопросам телевидения и радиовещания 20 апреля 2006 года. Тестовое вещание было начато 26 декабря 2006 года в рамках эксперимента по внедрению эфирного цифрового телевидения стандарта DVB-T, а 10 сентября 2007 года канал вышел в эфир с собственной эфирной аппаратной. Телеканал вещал на 64-м ТВК (частота 818 МГц) в цифровом формате DVB-T в Киеве и прилегающих районах, а также в кабельных сетях Украины. Вместе с тем заявленное спутниковое вещание в ходе мониторинга Нацсоветом не было обнаружено.
В 2009 году телеканал Гамма начал спутниковую трансляцию и получил лицензию на вещание серии НР № 0942-м, которая была выдана Национальным советом Украины по вопросам телевидения и радиовещания 1 июля 2009 года.
В мае 2016 года Нацсовет назначил внеплановую проверку телеканала из-за трансляций обращений Петра Симоненко, в которых Нацсовет видит признаки отрицание или оправдание преступного характера коммунистического тоталитарного режима. Также в Нацсовет поступило письмо от Службы безопасности Украины, которая зафиксировала в выступлениях политика признаки нарушения законодательства и попросила изучить эфир. 7 июня 2016 года Независимая медийная совет, куда обратился Нацсовет с просьбой изучить эфиры, в своем заключении установила нарушение части второй статьи 9 и части 2 статьи 6 Закона Украины «О телевидении и радиовещании» телеканалом «Гамма», поскольку передачи содержали оправдание преследования участников борьбы за независимость Украины в XX веке, а также умышленные призывы к разжиганию розни.
9 июня 2016 года Нацсовет объявил предупреждение телеканалу, и обратился в МВД для принятия мер оперативного реагирования. Также была назначена внеплановая проверка из-за отсутствия спутникового вещания.
1 февраля 2017 года телеканал прекратил вещание на территории Украины.